# Zajit Ra'anan
Zajit Ra'anan (hebrejsky זית רענן) je izraelská osada neoficiálního charakteru (tzv. outpost) v sídelním bloku u osady Talmon (tzv. Guš Talmonim) na Západním břehu Jordánu v Oblastní radě Mate Binjamin.

## Geografie
Nachází se v nadmořské výšce cca 560 metrů na jihozápadním okraji hornatého hřbetu Samařska. Leží cca 22 kilometrů severozápadně od historického jádra Jeruzalému, cca 10 kilometrů severozápadně od Ramalláhu a cca 35 kilometrů jihovýchodně od centra Tel Avivu.
Vesnice je na dopravní síť Západního břehu Jordánu napojena pomocí silnice 450, jež probíhá po jejím severním okraji a propojuje jednotlivá sídla v bloku Talmon.
Zajit Ra'anan leží v hustě osídlené centrální části Samařska, kde se střídají palestinská sídla a židovské osady. Nachází se na západním okraji bloku Talmon, který tvoří územně souvislá síť židovských osad.

## Název
Osada je pojmenována podle rabína Šlomo Ra'anana, který byl zabit při teroristickém útoku. Odkazuje zároveň na biblický citát z Knihy Jeremjáš 11,16 - „Zelenající se olivou, krásnou a s nádherným ovocem, tě nazval Hospodin“,

## Dějiny
Myšlenka na vznik nové osady se začala rodit již v létě roku 1997 po zavraždění rabína Šlomo Ra'anana. Jeho dcera Cipi Šliselová (ציפי שליסל), která žila v nedaleké osadě Nerija začala plánovat osídlení nové lokality na počest zemřelého otce. Zajit Ra'anan byl založen v březnu 1999, kdy se zde usadily první dvě rodiny, které zpočátku žily v těžkých provizorních podmínkách.
Zpráva organizace Mír nyní z roku 2007 uvádí, že téměř 53 % osady stojí na pozemcích v soukromém vlastnictví Palestinců.

## Demografie
Přesně údaje o počtu obyvatel nejsou k dispozici, protože nejde o oficiálně samostatnou obec, byť fakticky má Zajit Ra'anan samostatné členství v Oblastní radě Mate Binjamin. Roku 2007 je tu uváděno 40 trvale bydlících obyvatel. Internetový portál Rady Ješa zde eviduje 20 rodin.